# Silvano Mosqueira
Silvano Mosqueira (Carapeguá, Paraguay; 11 de septiembre de 1875 –† Buenos Aires, Argentina; 15 de agosto de 1954) fue un artista paraguayo.
Hijo de Dionisia Mosqueira. Realizó sus estudios primarios en Paraguarí, Asunción y Buenos Aires.

## Primeros pasos
De regreso al país se incorporó a la administración pública y al servicio exterior de la Cancillería paraguaya y realizó una importante labor de divulgación cultural. Fue secretario de la Intendencia Municipal de Asunción, jefe de Sección en el Archivo Nacional, agregado a la legación ante los gobiernos de los Estados Unidos y México, cónsul general en Río de Janeiro, director de la Sección Política y Diplomática del Ministerio de Relaciones Exteriores, encargado de Negocios en Río de Janeiro, director de la Sección Biblioteca, Archivo y Expedición del Ministerio de Relaciones Exteriores y cónsul en Rosario, Argentina.

## Trayectoria
A la par de sus numerosos cargos públicos, se dedicó a las letras, escribiendo poesía en guaraní y ensayos biográficos de figuras del mundo político e intelectual de su época. Al mismo tiempo, fue formando una rica biblioteca. Su vasta información, su contacto directo con las fuentes, su afán por conocer y divulgar episodios de la historia de su patria, además de aquellos de los que fue testigo y actor, hicieron de él una obligada fuente de información.
El incansable intelectual argentino, radicado en el Paraguay desde hace más de cuarenta años, Raúl Amaral, dice acerca de Mosqueira: “...su obra, si no copiosa, por lo menos, de significativo valor, permanece a la sordina y su nombre no figura -elocuente injusticia- entre aquellos novecentistas que activaron la marcha de la cultura nacional...” Y Viriato Díaz-Pérez, el ilustre hombre de letras español avecindado al Paraguay, expresa: “(Mosqueira es un) ... Laborioso difundidor de cultura literaria e histórica; biógrafo meritísimo, autor de ensayos y semblanzas sobre personalidades patricias y hechos memorables, cronista de bellas y generosas evocaciones y uno de los grandes propulsores y animadores en el mundo intelectual paraguayo. Escritor idealista y patriota”.

## Últimos años
Falleció en Buenos Aires, soltero y sin descendencia, el 15 de agosto de 1954.

## Obras
Entre sus principales obras figuran “El general José E. Díaz”, “Páginas sueltas”, “Semblanzas paraguayas”, “Ideales”, “Impresiones de los Estados Unidos”, “Siluetas femeninas”, “Juan Silvano Godoi: su vida y su obra”; “Nuevas semblanzas”, “El Paraguay”, “Intercambio intelectual americano” y el prólogo a la segunda edición del ensayo de Blas Garay “El comunismo en las Misiones”.